# Kailia
La città di Kaìlia (greco: Καιλια, latino: Caelia) fu fondata attorno al VII secolo a.C. dal popolo dei Messapi, la città fu tra i più importanti centri dell'Italia meridionale, facente parte della dodecapoli messapica ne fu la capitale militare opponendo strenua resistenza alle ambizioni talassocratiche di Taras (Taranto). Corrisponde all'odierna città di Ceglie Messapica.

## Storia

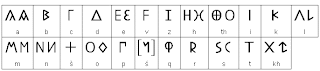
Alfabeto Messapico

I Messapi (greco: Μεσσάπιοι, Messápioi; latino: Messapii) erano una tribù iapigia che nell'antichità classica occupava il territorio corrispondente all'attuale Salento. Le altre due tribù Iapigie, i Peucezi e i Dauni, erano stanziate rispettivamente nel centro e nel nord della Puglia. Le tre tribù erano linguisticamente correlate da un comune idioma, il messapico, ma iniziarono a differire considerevolmente tra di loro sul piano culturale a seguito delle diverse influenze e stratificazioni etniche che si sovrapposero nella regione a partire dal VII secolo a.C. È probabile che già nel 1500 a.C. alcune città del Salento tra cui Ceglie furono fondate dagli esuli Greci fuggiti dall'Eruzione Minoica che nel 1628 a.C. circa distrusse Santorini e Creta. A dare valore a questa tesi è la lingua messapica che risulta come il prodotto del Greco Antico misto alla lingua illirica, tuttavia non avendo modelli come la stele di Rosetta risulta ardua ma non impossibile l'interpretazione.
Per quanto detto quindi Kailia potrebbe essere stata fondata già nel XV secolo a.C. costituendo così una delle città più antiche dell'Italia. L'unico dato che rende verosimile questa data di fondazione è la presenza delle Specchie che per quanto impiegate dai Messapi per usi militari, sembrano essere state edificate in un'epoca lontana. Difatti le Specchie presentano una tecnica costruttiva anacronistica rispetto alla tecnologia presente nel VII secolo a.C., non vi sono scalini per salire in cima bensì delle rampe (architettura impiegata dai Sumeri nel III millennio a.C.) inoltre la struttura che forma a volte degli strati concentrici altre volte una cupola che risulta assai simile all'architettura dei Thòlos fa pensare ad un'edificazione risalente al 1500 a.C. quando questi monumenti funerari di origine Micenea iniziarono a diffondersi in alcune zone del Mediterraneo. La tesi più accreditata è che le Specchie (le più antiche) furono costruite come monumento funerario simile a quello che Omero descrive nell'Iliade in onore di Ettore; per poi essere riutilizzate dai Messapi a scopi militari, questi ultimi che sicuramente imitarono l'architettura di queste tombe per costruire simili torri di avvistamento. Ciò renderebbe assai credibile un'origine di Ceglie Messapica prossima al 1500 a.C. 
Le migrazioni degli Illiri nella vicina costa pugliese ebbero inizio fin dal VIII sec. a.C., questi si suddivisero in tre diverse tribù: messapi, dauni, peuceti. È probabile che i centri che vennero a fondare fossero già precedentemente interessati dalla presenza di comunità indigene. Gli Iapigi conducevano esistenze legate all'agricoltura (per i centri dell'entroterra) e al commercio (per i centri costieri), non mostrando particolari mire espansionistiche. Per quanto riguarda i Messapi, solo con la fondazione di Taras si presentò il bisogno di costruire artefatti murari per difendersi. I rapporti con Taras furono caratterizzati da una reciproca influenza culturale, fasi alterne di conflitti e alleanze. La città fu sicuramente importante centro culturale oltre che militare, a dimostrarlo il conio di una moneta riportante da un lato la minerva galeata con la scritta nωn (simboli antichi di Ceglie) e sull'altro una spiga di grano (simbolo della città di Metaponto). La città aveva una propria zecca oltre che vari templi pagani che erano ambito luogo di pellegrinaggio. Il suolo di Ceglie Messapica ha restituito il più alto numero di iscrizioni messapiche (oltre 30) in parte disperse in collezioni private ed in parte conservate nel locale museo archeologico e in quello di Brindisi. Le iscrizioni furono oggetto di studio di Theodor Mommsen, di Wilhelm Deecke, Francesco Ribezzo e Joshua Whatmough, in particolare una proveniente dal Tempio di Afrodite sul Monte Vicoli che destò l'attenzione dei filologi e glottologi. Dell'antica città si conosce l'area adibita alla Necropoli, ossia la zona Sud-Ovest nonostante nella città emergono varie tombe in prossimità delle mura facendo credere che si rispettasse il Pomerio; l'Acropoli aveva luogo dove ora è Il centro storico medioevale con l'Agorà in prossimità del "Largo Ognisanti" il cui nome fa pensare alla presenza di un antico tempio dedicato al Pantheon messapico, dove ora vi sono la Chiesa Matrice e il Castello Ducale avevano luogo i Templi. Nella parte a Nord-Est vi era l'abitato, dove ora è presente l'Abbazia di Sant'Anna vi era il Tempio di Latona mentre dove ora è la Chiesa di San Rocco vi era il Tempio di Apollo.

## Origini del nome
Oltre alla testimonianza di Strabone che cita la città, vi sono le tante testimonianze della numismatica cegliese, che di fatto attesta la presenza di una zecca nel centro messapico. Monete, quelle cegliesi che riportano su un lato la figura di Minerva (probabilmente il simbolo della antica città), che viene rappresentata galeata(armata) o laureata (cinta da alloro); sul retro il nome di "KAIΛΙΝΩΝ" o "KYΛΛΙΝΩΝ", altre volte solo con "KA" o più spesso con "nωn/NΩN". Quella numismatica è l'unica testimonianza diretta inerente al nome antico della città.  Secondo alcuni storici il nome greco di Ceglie deriverebbe da Kalόs (καλός [-ή] [-όν]/ aggettivo) il cui significato è "bello", secondo ciò il significato del nome della città sarebbe "posto bello". Secondo altri, invece, il nome di Kailia (Καιλια) dall'antica città di Calidone (in greco antico: Καλυδών, Kalydṑn), la patria di Diomede, eroe della mitologia greca, il quale secondo la leggenda, in fuga da Troia, sarebbe approdato nell'antico Salento, terra dei Messapi e che nel suo viaggio nella penisola italiana avrebbe fondato varie città tra cui Vasto (Histonium), Andria, Brindisi, Benevento, Argiripa (Arpi) presso l'attuale Foggia, Siponto presso l'attuale Manfredonia, Canusio (Canosa di Puglia), Equo Tutico (Ariano Irpino), Drione (San Severo), Venafrum (Venafro) e infine Venusìa (Venosa). Secondo altri ancora l'origine del nome di Ceglie deriverebbe direttamente dagli Illiri che dalla vicina Albania si stanziarono nella Puglia. La parola Ceglie secondo una teoria filologica di Giovanni Semerano, deriverebbe invece dallo sloveno "Celija", o dallo slavo "Kelija".

## Le Mura e le Specchie

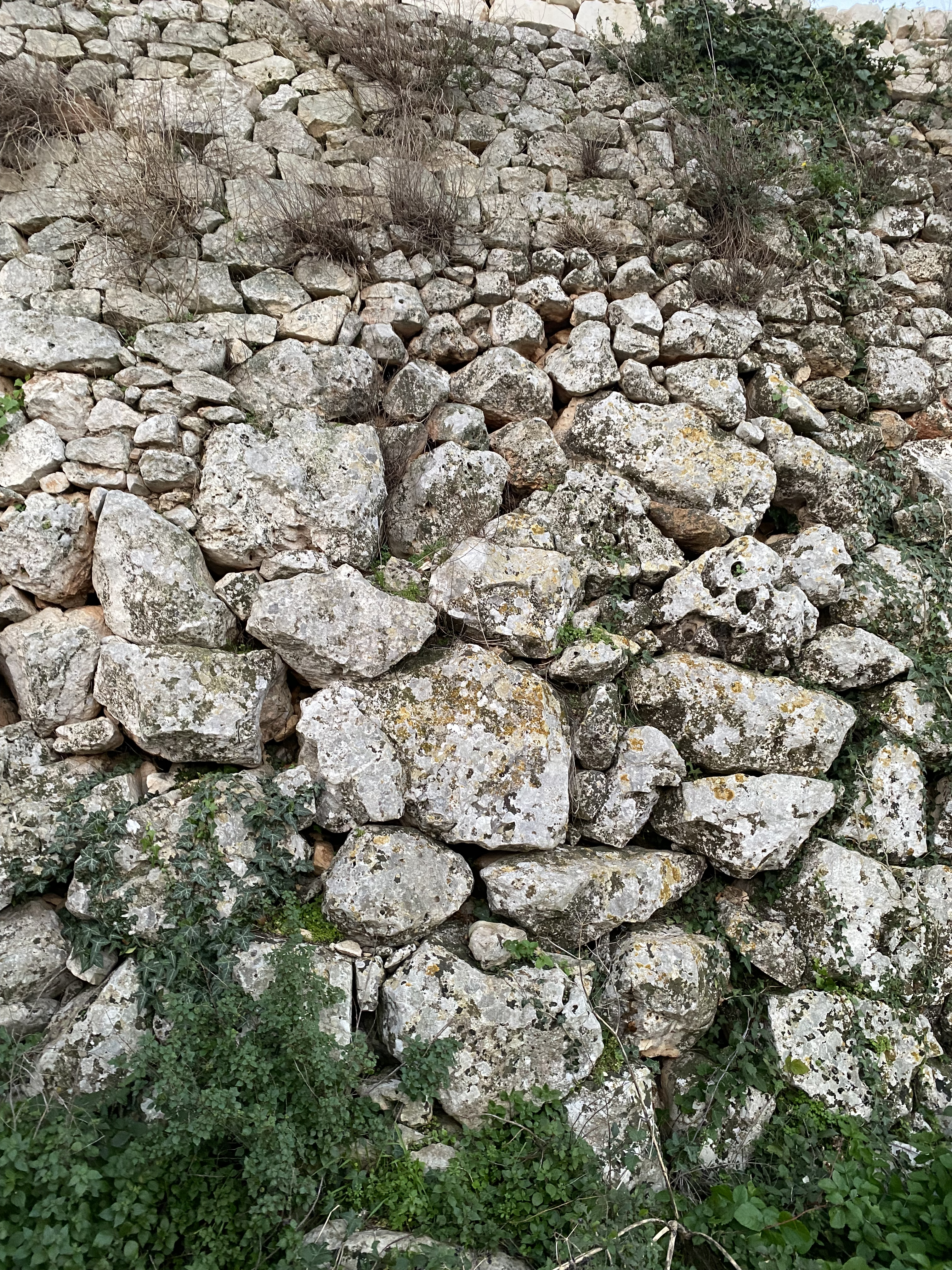
Prima Cinta

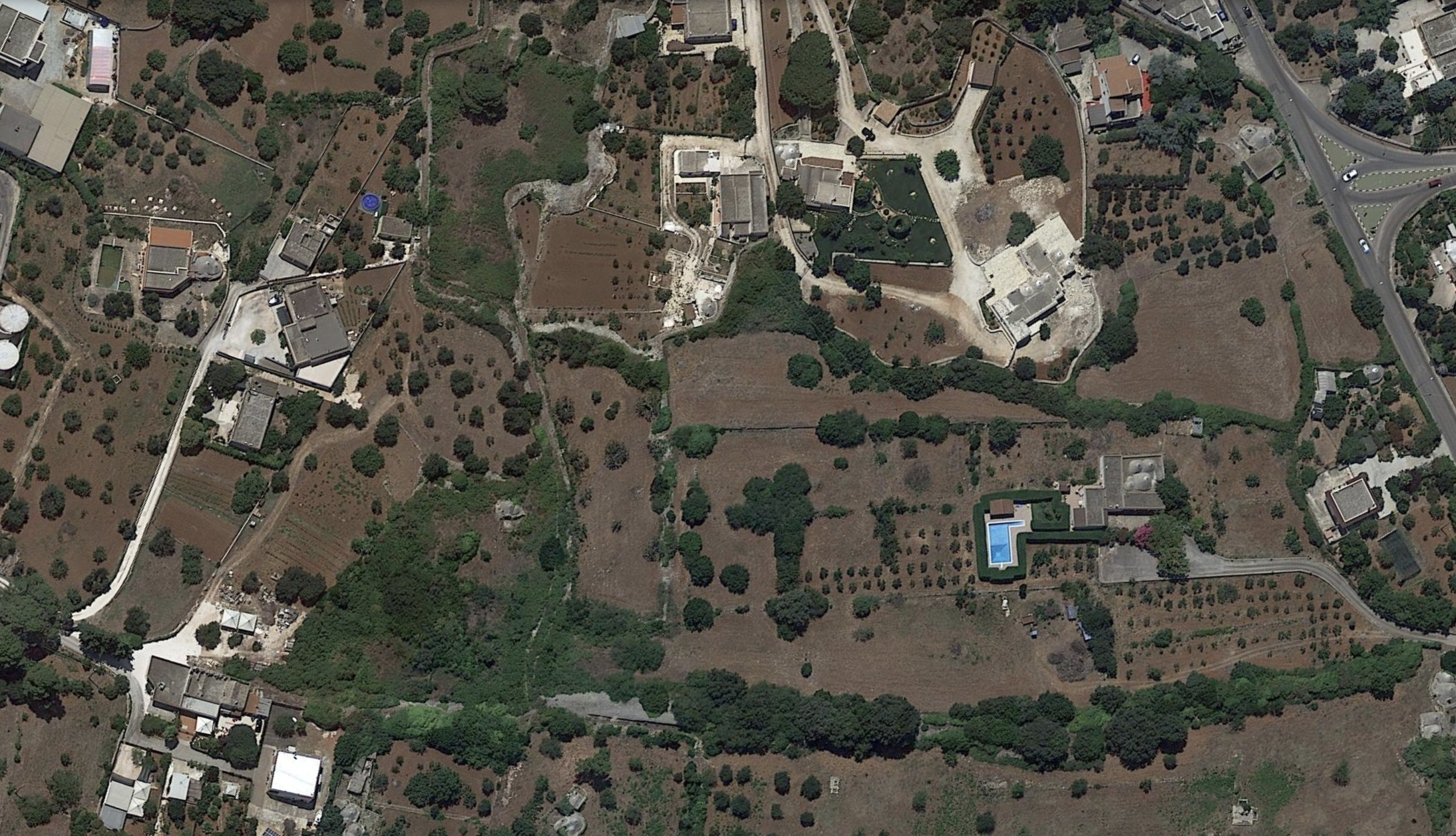
Seconda Cinta (nascosta da arbusti spontanei)

La prima cerchia                                                                                                                                                                                                                La città contava 4 cinte murarie (ancora visibili in parte), la cinta più interna che cingeva l'Acropoli è costruita con blocchi megalitici, questo fa pensare che fosse già stata edificata da una civiltà antecedente e poi riadattata dai messapi, risalirebbe al VIII-VII sec. a.C. ed è ancora visibile nei tratti presenti nel Municipio mentre i tratti restanti furono usati come fondamenta per le mura della città Medioevale. I tratti ancora visibili hanno un'altezza che va dai 2 ai 4 metri con un'estensione di 5 ettari. I massi hanno forma irregolare, spesso assumono dimensioni mastodontiche.
La seconda cerchia.                                                                                                                                                                                                                La seconda cerchia fu costruita tra il VI-V sec a.C. e fu la risposta alla crescita demografica della città, questa costruzione poderosa è ancora visibile nella parte Nord-Est di Ceglie per un tratto di circa 890 metri, l'altezza varia dai 2 ai 4,5 metri con uno spessore che va da 5 ad 8 metri, con una superficie di 120 ettari. In questa zona soggetta ad un'antropizzazione meno rilevante rispetto al resto della città si conserva la Foggia Vetere, una Specchia detta "Foggia Vetere" o "Convento Vecchio", un antico tratturo che sembra collegarsi con il camminamento detto "I cento scaloni" inoltre sono presenti interessanti zone che andrebbero sottoposte a scavi archeologici. Un tratto di mura di circa 30 metri è interrato al di sotto del manto stradale della Circumvallazione di Via Sant'Aurelia, mentre un altro tratto è esposto sempre in Via Sant'Aurellia nel terreno di proprietà della Chiesa dell'Immacolata. 
La terza cerchia                                                                                                                                                                                                                           L'edificazione della terza cerchia assieme alla quarta risale al V-VI sec. a.C., coincide con la distruzione della città di Carbinia (Carovigno) da parte di Taras e con il bisogno di difendersi dagli Spartani tarantini. Le due cerchie hanno un'estensione mastodontica e la loro costruziuone richiese vari anni oltre che il fattivo contribbuto della popolazione che in quel periodo toccò il massimo storico. La terza cerchia aveva una superficie di 5000 ettari ed una distanza massima dalla città di 4 km. I tratti ancora visibili sono quelli presenti nel bosco di Facciasquata, in contrada Galante nei pressi del Campo Sportivo e in contrada Genovese, l'opera ha un'altezza massima di 4,5 metri e uno spessore di 5 metri la cinta era dotata di un camminamento e alcune Specchie comunicanti tramite segnali di fumo, di queste rimangono Specchia La Selva, Specchia Galante, Specchia Virgilio e Specchia Montefocaro.  La cinta vede diminuire il suo diametro in direzione di Sturnium (Ostuni) e Carbinia, alleate di Ceglie. L'opera era ancora visibile in gran parte all'inizio del 1900, le ditte legate alla costruzione degli edifici attingevano ai robusti massi della cinta per costruire le case, tuttavia la fine coincise con le esigenze del nuovo secolo, dapprima fu distrutta e ridotta a brecciolino e pietrame nel 1918 per gli scavi legati alla costruzione dell'Acquedotto pugliese, poi per la costruzione delle strade carrozzabili per Ostuni e Cisternino, infine nel 1924 per la costruzione delle ferrovie del Sud-Est.
La quarta cerchia                                                                                                                                                                                                                  La quarta cinta muraria rimase in parte incompleta nel tratto che volge a Ostuni e Carovigno, mentre fu completata la costruzione al confine con Taranto, le dimensioni sono identiche a quelle della terza cerchia tranne che per la superficie occupata che ammonta a 8000 ettari. La cinta univa tra di loro più Specchie che fungevano da torri di avvistamento, quelle ancora visibili sono : Specchia Tarantina, Specchia Facciasquata, Specchia Puledri, Specchia Castelluzzo, Specchia Capece, Specchia Madonna della Grotta, Specchia Talene, Specchia Gaetano Oliva, Specchia Pezze di Ferro e Specchia San Paolo quasi interamente distrutta negli anni 50' del Novecento. Da Specchia Tarantina partiva poi una serie di accampamenti e specchie più piccole che culminavano sul Monte Papa Ciro e Monte Trazzonara nell'attuale territorio di Martina Franca, da questi monti è ancora oggi visibile in maniera incredibilmente nitida la città di Taranto. Il tratto ancora conservato parte da Specchia Tarantina (al confine tra Ceglie con Martina Franca e Villa Castelli) e culmina alla Specchia Talene (al confine tra Ceglie con Francavilla Fontana e San Michele Salentino) che distano oltre 12 km tra loro, di questi 12 km per più di 5 km sono ancora presenti le mura dette "Paretone". 
Le ulteriori difese                                                                                                                                                                                                               Al di fuori della quarta cinta muraria vi sono altre Specchie non collegate tra loro da mura ma che comunicavano con la retroguardia delle mura. Sono un esempio la Specchia Giovannella e Specchia Carlo di Noi nel territorio di Francavilla Fontana, La Specchia Cervarolo, Specchia Satia, Specchia Santa Lucia nel territorio di Ostuni, La Specchia Spezzatarallo e la Specchia Montepelusello nel territorio di Martina Franca mentre sono presenti la Specchia Monte Marcuccio e Specchia San Martino nel territorio di Ceglie. Inoltre nel attuale Masseria San Pietro al confine tra Ceglie e Martina, è presente un Castelliere che fu riutilizzato in epoca messapica come punto di avvistamento, a confermarlo i ritrovamenti di ceramiche votive Messapiche, esso è noto come "Castelliere di San Pietro".

## Ritrovamenti particolari
Il rinvenimento in contrada Mesola a Ceglie di una metopa rappresenta una delle più importanti scoperte degli ultimi decenni nell'ambito della scultura ellenistica tarantina. L'attribuzione dei vari frammenti a un unico monumento funerario e la sua collocazione nell'area dell'antica Caelia ne fanno un unicum all'interno della documentazione disponibile sinora. L'attenzione per l'edilizia funeraria caratterizza la produzione artistica tarantina di età tardoclassica ed ellenistica, con una progressiva crescita delle dimensioni e dell'impegno decorativo delle edicole erette sulle tombe delle famiglie appartenenti ai ceti emergenti della città. Questa produzione interessa in maniera molto minore anche altri insediamenti, come Eraclea, Canosa, Brindisi, oltre allo stesso territorio tarantino, indicando con chiarezza che la committenza e le officine di scultori si ubicavano nella stessa Taranto. Il materiale, però, proveniva certamente dall'esterno e l'area tra Ceglie e Ostuni sembra quella più probabile per la presenza in loco di banchi di pietra sedimentaria biancastra sfruttata per la decorazione architettonica sino all'Ottocento. Non è quindi casuale il rinvenimento in questa zona del grande monumento funerario, l'unico decorato da sculture noto al di fuori di Taranto, e che segnala ulteriormente un rapporto preferenziale tra l'insediamento di tradizione messapica e la capitale magnogreca, dipendente evidentemente anche da un sistema politico stabile. È probabile che in questo contesto sia maturata l'esigenza di adottare una tipologia tipicamente tarantina in un clima di forte omologazione culturale, utilizzando la disponibilità della pietra locale per costruire un naiskos su podio, destinato forse anche a un committente indigeno. La mancanza di elementi pertinenti all'ordine architettonico delle colonne non permette di accertare l'uso del corinzio tarantino per basi e capitelli, ma è probabile comunque che il monumento possa essere contemporaneo alla prima diffusione di questo sistema decorativo; sulla base delle osservazioni stilistiche, in mancanza di altri elementi contestuali disponibili, si può proporre per il momento una datazione compresa tra la fine del IV e i primi decenni del III secolo a.C., in questo caso molto probabilmente entro il 280 a.C., considerando inoltre che la guerra romano-tarantina svoltasi tra il 282 e il 272 a.C. ha certamente ridisegnato integralmente il sistema dei rapporti e delle influenze nella Puglia centro-meridionale, ridimensionando il ruolo egemone di Taranto nella regione.

## Battaglie
Le informazioni riguardanti i messapi, la loro lingua, le guerre e le vicende sono unicamente legate agli storici greci quali Erodoto e Strabone, mentre in epoca latina personaggi come Plinio, Virgilio, Ennio e Livio Andonico parlano della Messapia, le deche dell'Ad Urbe Condita di Tito Livio dove erano narrate le vicende del Bellum Sallentinum, ossia la sanguinosa guerra tra Romani e la coalizione di Tarantini, Peuceti e Messapi alleati, sono andate perse. Nel 500 a.C. la città Taras conquista la città di Carbinia (Carovigno), i tarantini razziano la città e struprano le donne, questo atto fa si che le città di Ceglie e Manduria si dotassero di nuove cinte murarie. Quasi certamente però sappiamo che la famosa battaglia che scosse tutto il mondo antico, quella citata da Erodoto che si svolse nel 473 a.C. tra Tarantini e Messapi si svolse presso le mura di Kailia. La battaglia vide lo schieramento dei messapi confrontarsi contro gli eserciti di Taras (Taranto) guidato dal tiranno Aristofilide e Rhegion (Reggio Calabria) guidato dal tiranno Micito. Erodoto parla dell'eccidio di oltre 3000 reggini e ancor di più tarantini, mai un esercito di stirpe greca aveva subito una simile sconfitta, i messapi scacciarono i nemici e si diedero all'inseguimento, un gruppo varcò la soglia di Taras ma non attaccò la città, mentre un altro seguì i reggini in fuga sino alle soglie dell'antica Genusia (Ginosa). Gli eserciti Magno-greci in avvicinamento verso Kailia furono probabilmente avvistati dai messapi posti in guardia sulle Specchie che guardano verso Taranto (Facciasquata, Tarantina, Spezzatarallo, Papa Ciro), i Messapi aprirono volutamente dei varchi nel Paretone per attirare i nemici in una trappola, d'altronde la forza degli eserciti della Magna-Grecia era la Cavalleria che fu certamente ostacolata dai pendii e dall'aspra vegetazione che caratteristici delle Murge nella zona tra Villa Castelli e Ceglie Messapica. I messapi di Ceglie erano formidabili frombolieri (lo testimonia la presenza di una quantita senza eguali di ghiande missili nel territorio) perciò appostatisi tra le selve aprirono il fuoco sui nemici che già erano in balia dell'aspro terreno. Nel 413 a.C. durante la Seconda guerra del Peloponneso un gruppo di oltre 150 frombolieri guidati dal principe messapo Artas partì dal porto di Brentesion (Brindisi) alla volta di Siracusa per sostenere gli alleati Ateniesi nell'assedio della suddetta città controllata dagli Spartani, quasi certamente quella selezione di frombolieri proveniva dalla città di Kailia, ad avvalorare la tesi è l'importanza che i frombolieri dovevano rivestire se si pensa che le ghiande missili di Ceglie sono le uniche che riportano su di esse il nome del soldato. Nel 338 a.C. Archidamo III re di Sparta, attaccò la città di Manduria nella quale accorsero tutti gli eserciti messapici determinando la sconfitta di Taranto e Sparta che culminò con la morte di Archidamo III proprio sotto le mura della città; i Tarantini umiliati chiamaronpo così Alessandro il Molosso, zio di Alessandro Magno e le sue truppe ma questi non si impegnò in una nuova guerra bensì riuscì ad ottenere una tregua da parte dei Messapi. Nel 281 a.C. il regno dei messapi, combatté al fianco di Taranto e dei 30 mila uomini di Pirro, Taranto fu conquistata nel 272 a.C. mentre i messapi vinsero i Romani, che solo nel 267 a.C. conquisteranno il Salento.

## Evidenze archeologiche
Su gran parte della città antica sorge l'attuale centro abitato, difatti si hanno fin dal 1600 notizie di ritrovamenti tombali o di fondamenta di costruzioni, nella parte che ha subito meno il processo di antropizzazione non si è mai tuttavia tenuto un intervento di scavo, lasciando così nel sottosuolo la città antica. Della città antica sono attualmente visibili 18 Specchie, varie ceramiche, iscrizioni, monumenti funerari e corredi funebri conservati nel Museo Archeologico locale (MAAC), oltre che i resti di 4 cinte murarie, ruderi di una Porta Urbica facente parte della seconda cerchia muraria in direzione di Carovigno, la Foggia Vetere, resti del tempio di Latona sotto l'Abbazia di Sant'Anna.

## La conquista
Kailia fu probabilmente conquistata da Taras con l'aiuto dei Peuceti attorno al 310 a.C., la città fu razziata e oltraggiati i templi di Afrodite, Apollo e Latona,  i ritrovamenti di ceramiche, monete, armi e iscrizioni difatti seguono gli estremi storici  (IV sec.-III sec.a.C.). Con la conquista romana i cittadini di Ceglie si trasferirono in parte a Roma mentre poche famiglie si stabilirono attorno al Tempio di Afrodite sul Monte Vicoli. In base al "Modello Xtent", strumento archeologico che calcola l'espansione e l'influenza territoriale di una civiltà, oltre che ai confronti sulla vastità della cinta muraria si è stabilito che nel periodo aureo Kailia dovesse avere non meno di 35 mila abitanti, i quali a seguito della distruziuone subita da Taranto e la conquista romana furono ridotti a poche centinaia. I resti della città furono poi rasi al suolo dalle scorrerie di Goti e Saraceni, oltre che da Longobardi e Bizantini, in particolare la furia di Costante II, sbarcato a Taranto nel 663 d.C. che razziò e sfregiò i monumenti e templi della città di Ceglie posta sulla sua strada verso il suo obbiettivo, Lucera.